# 안도 슌스케
안도 슌스케(일본어: 安藤 駿介, 1990년 8월 10일 ~ )는 일본의 축구 선수로 포지션은 골키퍼이다. 현재 가와사키 프론탈레에서 뛰고 있다.

## 구단 경력
그는 2009년부터 J리그의 가와사키 프론탈레, 쇼난 벨마레에서 뛰었다.

## 국가대표팀 경력
그는 2010년 아시안 게임에 참가할 일본 U-23 국가대표팀에 발탁되었으며, 금메달 획득에 기여했다. 2012년 하계 올림픽에도 선발되었으나 경기에 출전하지는 못하였다.